# NGC 1323
NGC 1323 è una galassia lenticolare situata nella costellazione dell'Eridano, a una distanza di circa 280 milioni di anni luce dalla nostra Via Lattea.

## Scoperta
La galassia è stata scoperta il 19 dicembre 1849 dal fisico irlandese George Johnstone Stoney.